# Setaria clivalis
Setaria clivalis är en gräsart som först beskrevs av Henry Nicholas Ridley, och fick sitt nu gällande namn av Jan Frederik Veldkamp. Setaria clivalis ingår i släktet kolvhirser, och familjen gräs. Inga underarter finns listade i Catalogue of Life.